# Morgantown (Kentucky)
Morgantown è un comune degli Stati Uniti d'America, situato nello Stato del Kentucky, nella contea di Butler, della quale è il capoluogo.